# Mistrovství Jižní Ameriky ve fotbale 1949
Mistrovství Jižní Ameriky ve fotbale 1949 bylo 21. mistrovství pořádané fotbalovou asociací CONMEBOL. Vítězem se stala Brazilská fotbalová reprezentace.

## Tabulka
| Tým      | Z | V | R | P | VG | IG | +/- | B  |
| -------- | - | - | - | - | -- | -- | --- | -- |
| Brazílie | 7 | 6 | 0 | 1 | 39 | 7  | +32 | 12 |
| Paraguay | 7 | 6 | 0 | 1 | 21 | 6  | +15 | 12 |
| Peru     | 7 | 5 | 0 | 2 | 20 | 13 | +7  | 10 |
| Bolívie  | 7 | 4 | 0 | 3 | 13 | 24 | -11 | 8  |
| Chile    | 7 | 2 | 1 | 4 | 10 | 14 | -4  | 5  |
| Uruguay  | 7 | 2 | 1 | 4 | 14 | 20 | -6  | 5  |
| Ekvádor  | 7 | 1 | 0 | 6 | 7  | 21 | -14 | 2  |
| Kolumbie | 7 | 0 | 2 | 5 | 4  | 23 | -19 | 2  |

- Týmy  Brazílie a  Paraguay měly stejný počet bodů. O titulu tak rozhodl dodatečný rozhodující zápas.
- Argentina se vzdala účasti.

## Zápasy
| 3. dubna 1949                                                                      |     |                       |                                                                                       |
| Brazílie                                                                           | 9:1 | Ekvádor               | Estádio São Januário Rio de Janeiro diváci: 70 000 rozhodčí: Cyril Jack Barrick (ENG) |
| Tesourinha 3', 42' Octavio 10' Jair 13', 35' Simão 16', 25' Zizinho 67' Ademir 88' |     | Sigifredo Cuchuca 18' | Estádio São Januário Rio de Janeiro diváci: 70 000 rozhodčí: Cyril Jack Barrick (ENG) |

| 6. dubna 1949                      |     |                         |                                                                                  |
| Bolívie                            | 3:2 | Chile                   | Estádio do Pacaembu, São Paulo diváci: 30 000 rozhodčí: Cyril Jack Barrick (ENG) |
| Ugarte 59' Godoy 77' Gutiérrez 79' |     | Riera 30' Salamanca 71' | Estádio do Pacaembu, São Paulo diváci: 30 000 rozhodčí: Cyril Jack Barrick (ENG) |

| 6. dubna 1949                     |     |          |                                                                                    |
| Paraguay                          | 3:0 | Kolumbie | Estádio do Pacaembu, São Paulo diváci: 30 000 rozhodčí: Juan Carlos Armental (URU) |
| López Fretes 21', 72' Benítez 35' |     |          | Estádio do Pacaembu, São Paulo diváci: 30 000 rozhodčí: Juan Carlos Armental (URU) |

| 10. dubna 1949                         |     |          |                                                                                     |
| Peru                                   | 4:0 | Kolumbie | Estádio São Januário Rio de Janeiro diváci: 15 000 rozhodčí: Mario Rubén Heyn (PAR) |
| Pedraza 22' 90' Drago 47' Castillo 85' |     |          | Estádio São Januário Rio de Janeiro diváci: 15 000 rozhodčí: Mario Rubén Heyn (PAR) |

| 10. dubna 1949 |     |         |                                                                                    |
| Paraguay       | 1:0 | Ekvádor | Estádio do Pacaembu, São Paulo diváci: 15 000 rozhodčí: Juan Carlos Armental (URU) |
| Barrios 89'    |     |         | Estádio do Pacaembu, São Paulo diváci: 15 000 rozhodčí: Juan Carlos Armental (URU) |

| 10. dubna 1949                                                                  |      |            |                                                                                  |
| Brazílie                                                                        | 10:1 | Bolívie    | Estádio do Pacaembu, São Paulo diváci: 40 000 rozhodčí: Cyril Jack Barrick (ENG) |
| Nininho 16', 39', 86' Jair 17' Zizinho 25', 80' Cláudio 49', 84' Simão 71', 79' |      | Ugarte 75' | Estádio do Pacaembu, São Paulo diváci: 40 000 rozhodčí: Cyril Jack Barrick (ENG) |

| 13. dubna 1949                 |     |                             |                                                                                    |
| Brazílie                       | 2:1 | Chile                       | Estádio do Pacaembu, São Paulo diváci: 45 000 rozhodčí: Juan Carlos Armental (URU) |
| Zizinho 20' Cláudio 49' (pen.) |     | López 89' (pen.) Flores 40' | Estádio do Pacaembu, São Paulo diváci: 45 000 rozhodčí: Juan Carlos Armental (URU) |

| 13. dubna 1949             |     |                       |                                                                                             |
| Uruguay                    | 3:2 | Ekvádor               | Estádio São Januário, Rio de Janeiro diváci: 30 000 rozhodčí: Alberto Da Gama Malcher (BRA) |
| Castro 15', 85' Moreno 30' |     | Artega 35' Vargas 40' | Estádio São Januário, Rio de Janeiro diváci: 30 000 rozhodčí: Alberto Da Gama Malcher (BRA) |

| 13. dubna 1949                               |     |           |                                                                                        |
| Paraguay                                     | 3:1 | Peru      | Estádio São Januário, Rio de Janeiro diváci: 30 000 rozhodčí: Cyril Jack Barrick (ENG) |
| Barrios 38', pen.' Arce 56' López Fretes 67' |     | Drago 89' | Estádio São Januário, Rio de Janeiro diváci: 30 000 rozhodčí: Cyril Jack Barrick (ENG) |

| 17. dubna 1949                                                   |     |          |                                                                                |
| Brazílie                                                         | 5:0 | Kolumbie | Estádio do Pacaembu, São Paulo diváci: 45 000 rozhodčí: Alejandro Gálvez (CHI) |
| Tesourinha 20' Canhotinho 24' (pen.) Orlando 44' Ademir 47', 87' |     |          | Estádio do Pacaembu, São Paulo diváci: 45 000 rozhodčí: Alejandro Gálvez (CHI) |

| 17. dubna 1949 |     |         |                                                                                 |
| Chile          | 1:0 | Ekvádor | Estádio do Pacaembu, São Paulo diváci: 8 000 rozhodčí: Cyril Jack Barrick (ENG) |
| Rojas 4'       |     |         | Estádio do Pacaembu, São Paulo diváci: 8 000 rozhodčí: Cyril Jack Barrick (ENG) |

| 17. dubna 1949                                |     |                         |                                                                                            |
| Bolívie                                       | 3:2 | Uruguay                 | Estádio São Januário, Rio de Janeiro diváci: 8 000 rozhodčí: Alberto Da Gama Malcher (BRA) |
| Ugarte 47' (pen.) Algañaraz 57' Gutiérrez 66' |     | Moll 49' Betancourt 70' | Estádio São Januário, Rio de Janeiro diváci: 8 000 rozhodčí: Alberto Da Gama Malcher (BRA) |

| 20. dubna 1949                                        |     |         |                                                                                         |
| Peru                                                  | 4:0 | Ekvádor | Estádio São Januário, Rio de Janeiro diváci: 7 000 rozhodčí: Juan Carlos Armental (URU) |
| Salinas 26' Bermeo 36' (vl.) Castillo 50' Pedraza 85' |     |         | Estádio São Januário, Rio de Janeiro diváci: 7 000 rozhodčí: Juan Carlos Armental (URU) |

| 20. dubna 1949 |     |             |                                                                                   |
| Chile          | 1:1 | Kolumbie    | Estádio São Januário, Rio de Janeiro diváci: 7 000 rozhodčí: Mario Gardelli (BRA) |
| López 8'       |     | Berdugo 56' | Estádio São Januário, Rio de Janeiro diváci: 7 000 rozhodčí: Mario Gardelli (BRA) |

| 20. dubna 1949  |     |                 |                                                                                  |
| Uruguay         | 2:1 | Paraguay        | Estádio do Pacaembu, São Paulo diváci: 20 000 rozhodčí: Cyril Jack Barrick (ENG) |
| García 22', 69' |     | Arce 65' (pen.) | Estádio do Pacaembu, São Paulo diváci: 20 000 rozhodčí: Cyril Jack Barrick (ENG) |

| 24. dubna 1949                                                                        |     |                                   |                                                                                        |
| Brazílie                                                                              | 7:1 | Peru                              | Estádio São Januário, Rio de Janeiro diváci: 45 000 rozhodčí: Cyril Jack Barrick (ENG) |
| Arce 11' (vl.) Augusto 15' Jair 17', 20' Simão 54' Ademir 82' Orlando 88' Zizinho 40' |     | Salinas 44' Calderón 40' González | Estádio São Januário, Rio de Janeiro diváci: 45 000 rozhodčí: Cyril Jack Barrick (ENG) |

| 25. dubna 1949                     |     |         |                                                                              |
| Bolívie                            | 2:0 | Ekvádor | Estádio do Pacaembu, São Paulo diváci: 14 000 rozhodčí: Mario Gardelli (BRA) |
| Sánchez 6' (vl.) Ugarte 14' (pen.) |     |         | Estádio do Pacaembu, São Paulo diváci: 14 000 rozhodčí: Mario Gardelli (BRA) |

| 25. dubna 1949         |     |                              |                                                                                       |
| Uruguay                | 2:2 | Kolumbie                     | Estádio do Pacaembu, São Paulo diváci: 14 000 rozhodčí: Alberto Da Gama Malcher (BRA) |
| Martínez 57' Ayala 86' |     | Gastelbondo 27' A. Pérez 81' | Estádio do Pacaembu, São Paulo diváci: 14 000 rozhodčí: Alberto Da Gama Malcher (BRA) |

| 27. dubna 1949                       |     |         |                                                                              |
| Peru                                 | 3:0 | Bolívie | Villa Belmiro, Santos diváci: 12 000 rozhodčí: Alberto Da Gama Malcher (BRA) |
| R. Drago 31', 74' Heredia 77' (pen.) |     |         | Villa Belmiro, Santos diváci: 12 000 rozhodčí: Alberto Da Gama Malcher (BRA) |

| 27. dubna 1949                 |     |                        |                                                                             |
| Paraguay                       | 4:2 | Chile                  | Estádio do Pacaembu, São Paulo diváci: 1 000 rozhodčí: Mario Gardelli (BRA) |
| Arce 10', 39', 47' Benítez 23' |     | Cremaschi 8' Ramos 72' | Estádio do Pacaembu, São Paulo diváci: 1 000 rozhodčí: Mario Gardelli (BRA) |

| 30. dubna 1949                                       |     |         |                                                                                        |
| Paraguay                                             | 7:0 | Bolívie | Estádio São Januário, Rio de Janeiro diváci: 45 000 rozhodčí: Cyril Jack Barrick (ENG) |
| Benítez 30', 40', 41', ?' Arce 38', ?' Fernández 59' |     |         | Estádio São Januário, Rio de Janeiro diváci: 45 000 rozhodčí: Cyril Jack Barrick (ENG) |

| 30. dubna 1949                                                          |     |            |                                                                                             |
| Brazílie                                                                | 5:1 | Uruguay    | Estádio São Januário, Rio de Janeiro diváci: 45 000 rozhodčí: Alberto Da Gama Malcher (BRA) |
| Jair 15', 40' (pen.) Zizinho 24' Danilo Alvim 79' Tesourinha 89' (pen.) |     | Castro 12' | Estádio São Januário, Rio de Janeiro diváci: 45 000 rozhodčí: Alberto Da Gama Malcher (BRA) |

| 30. dubna 1949                 |     |       |                                                                             |
| Peru                           | 3:0 | Chile | Estádio do Pacaembu, São Paulo diváci: 1 000 rozhodčí: Mario Gardelli (BRA) |
| Mosquera 28', 73' Castillo 58' |     |       | Estádio do Pacaembu, São Paulo diváci: 1 000 rozhodčí: Mario Gardelli (BRA) |

| 3. května 1949                                        |     |              |                                                                                    |
| Ekvádor                                               | 4:1 | Kolumbie     | Estádio São Januário, Rio de Janeiro diváci: 3 000 rozhodčí: Alfredo Alvarez (BOL) |
| E. Cantos 23' Vargas 44' G. Andrade 49' Maldonado 74' |     | N. Pérez 27' | Estádio São Januário, Rio de Janeiro diváci: 3 000 rozhodčí: Alfredo Alvarez (BOL) |

| 4. května 1949                                   |     |                               |                                                                                          |
| Peru                                             | 4:3 | Uruguay                       | Estádio General Severiano, Rio de Janeiro diváci: 30 000 rozhodčí: Alfredo Alvarez (BOL) |
| Mosquera 19' Castillo 43' Gómez Sánchez 57', 60' |     | Moll 58' Castro 60' Ayala 85' | Estádio General Severiano, Rio de Janeiro diváci: 30 000 rozhodčí: Alfredo Alvarez (BOL) |

| 6. května 1949                                  |     |          |                                                                                             |
| Bolívie                                         | 4:0 | Kolumbie | Estádio General Severiano, Rio de Janeiro diváci: 12 000 rozhodčí: Cyril Jack Barrick (ENG) |
| Godoy 10' B. Gutiérrez 55' Rojas 77' Ugarte 81' |     |          | Estádio General Severiano, Rio de Janeiro diváci: 12 000 rozhodčí: Cyril Jack Barrick (ENG) |

| 8. května 1949                        |     |           |                                                                                    |
| Chile                                 | 3:1 | Uruguay   | Estádio Independência, Belo Horizonte diváci: 5 000 rozhodčí: Mario Gardelli (BRA) |
| Infante 75', 83' (pen.) Cremaschi 88' |     | Ayala 35' | Estádio Independência, Belo Horizonte diváci: 5 000 rozhodčí: Mario Gardelli (BRA) |

| 8. května 1949         |     |                |                                                                                        |
| Paraguay               | 2:1 | Brazílie       | Estádio São Januário, Rio de Janeiro diváci: 35 000 rozhodčí: Cyril Jack Barrick (ENG) |
| Avalos 75' Benítez 85' |     | Tesourinha 33' | Estádio São Januário, Rio de Janeiro diváci: 35 000 rozhodčí: Cyril Jack Barrick (ENG) |

## Dodatečný rozhodující zápas
| 11. května 1949                                        |     |          |                                                                                        |
| Brazílie                                               | 7:0 | Paraguay | Estádio São Januário, Rio de Janeiro diváci: 55 000 rozhodčí: Cyril Jack Barrick (ENG) |
| Ademir 17', 27', 48' Tesourinha 43', 70' Jair 72', 89' |     |          | Estádio São Januário, Rio de Janeiro diváci: 55 000 rozhodčí: Cyril Jack Barrick (ENG) |